# Mario Eduardo Firmenich

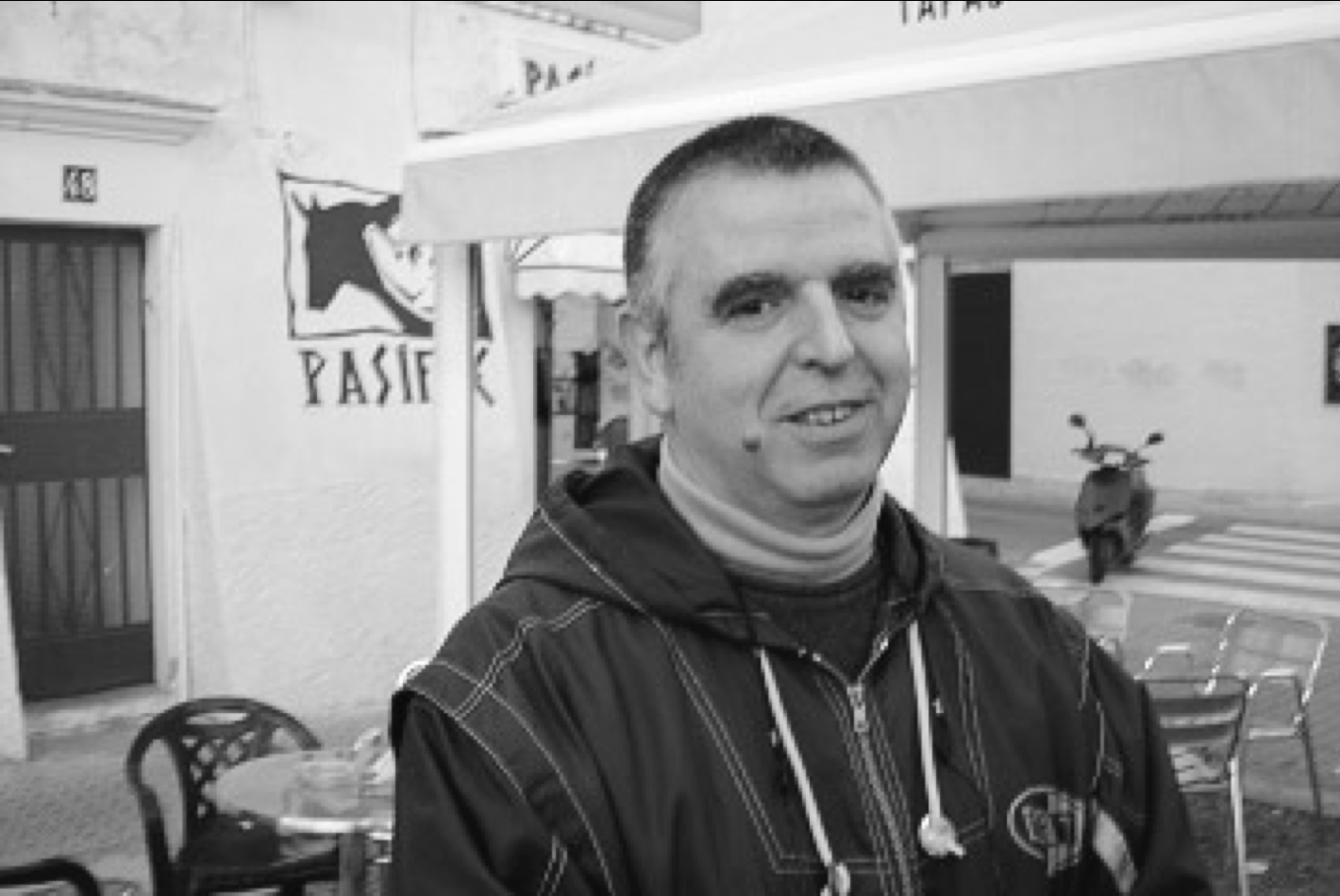
Mario Eduardo Firmenich (Catalunha, 2004).

Mario Eduardo Firmenich (Buenos Aires, 24 de janeiro de 1948) é um ex-chefe guerrilheiro argentino, um dos fundadores da organização guerrilheira Montoneros e um dos seus principais dirigentes entre 1970 e 1983.